# Stevenson (Alabama)
Stevenson é uma cidade localizada no estado americano de Alabama, no Condado de Jackson.

## Demografia
Segundo o censo americano de 2000, a sua população era de 1770 habitantes.
Em 2006, foi estimada uma população de 2146, um aumento de 376 (21.2%).

## Geografia
De acordo com o United States Census Bureau, a localidade tem uma área de 13,6 km², dos quais 12,8 km² cobertos por terra e 0,8 km² cobertos por água. Stevenson localiza-se a aproximadamente 194 m acima do nível do mar.

## Localidades na vizinhança
O diagrama seguinte representa as localidades num raio de 24 km ao redor de Stevenson.